# Šula
Šula (cyr. Шула) – wieś w Czarnogórze, w gminie Pljevlja. W 2011 roku liczyła 343 mieszkańców.